# Belval-Bois-des-Dames
Belval-Bois-des-Dames es una comuna francesa situada en el departamento de Ardenas, en la región de Gran Este.

## Demografía
| 71 | 59 | 59 | 47 | 39 | 51 | 32 |
| Para los censos de 1962 a 1999 la población legal corresponde a la población sin duplicidades (Fuente: INSEE [Consultar]) |    |    |    |    |    |    |